# Mì căn

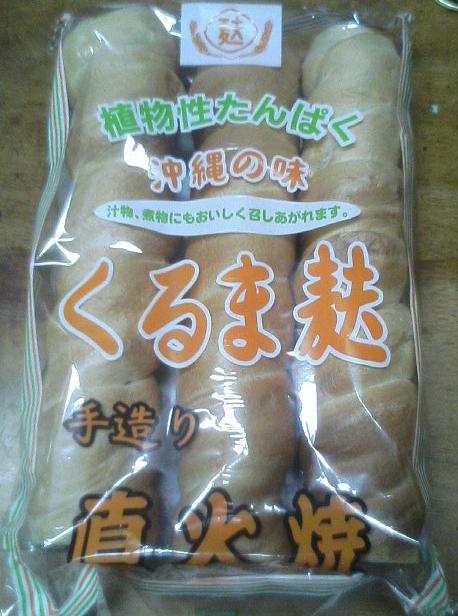
Một gói mì căn của Nhật Bản

Mì căn là thành phần đạm của bột lúa mì (gluten), thường dùng làm thực phẩm chay. Bột mì sau khi nhào với nước rồi bỏ phần tinh bột thì sẽ có phần đạm sót lại. Phần đạm này sau đó đem hấp hoặc luộc rồi có thể dùng thay thế thịt trong các món chay ở Đông Á.
Ở các nước phương Tây, mì căn được biết với tên seitan, xuất phát từ tiếng Nhật.